# 2003 BH91
2003 BH91, também escrito como 2003 BH91, é um objeto transnetuniano que está localizado no Cinturão de Kuiper, uma região do Sistema Solar. Este corpo celeste é classificado como um cubewano. Ele possui uma magnitude absoluta de 11,9 e tem um diâmetro estimado com 18 km.

## Descoberta
2003 BH91 foi descoberto no dia 27 de janeiro de 2003, pelos astrônomos G. Bernstein e D. Trilling.

## Órbita
A órbita de 2003 BH91 tem uma excentricidade de 0,032 e possui um semieixo maior de 43,969 UA. O seu periélio leva o mesmo a uma distância de 42,555 UA em relação ao Sol e seu afélio a 45,382 UA.